# متیو برودریک
متیو برادریک (به انگلیسی: Matthew Broderick) (زاده ۲۱ مارس ۱۹۶۲) بازیگر آمریکایی است.
او در ۱۹ می ۱۹۹۷ با ساره جسیکا پارکر ازدواج کرد
آنها یه پسر به اسم جیمز ویکی ( ۲۸ اکتبر متولد ۲۰۰۲ )
و دو دختر دوقلو به نام ماریون و تابیتا ( متولد ۲۲ ژوئن ۲۰۰۹) دارند

## گزیده فیلم‌شناسی

### سینمایی

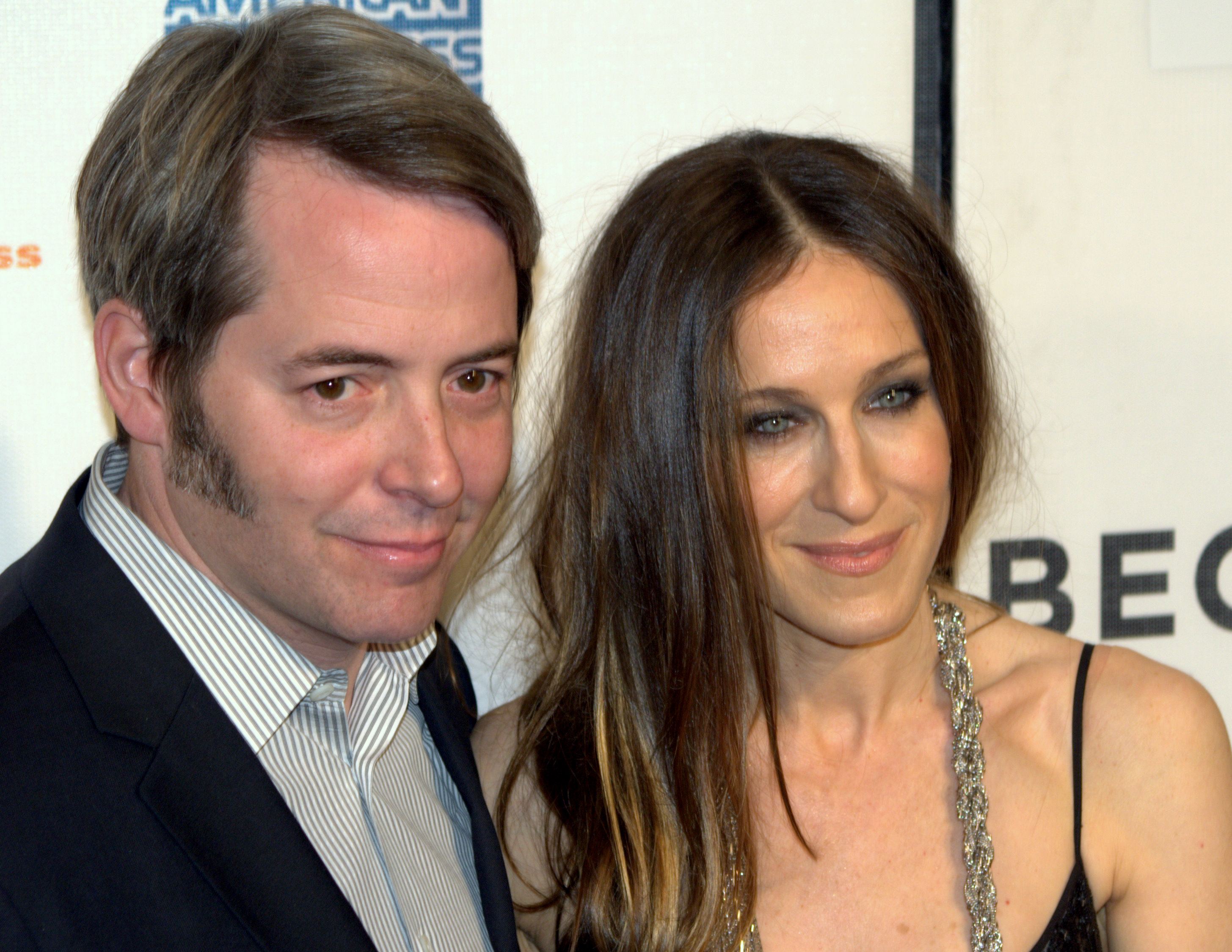
متیو برودریک و سارا جسیکا پارکر

- مکس دوگان بازمی‌گردد (۱۹۸۳)
- بازی‌های جنگی (۱۹۸۳)
- لیدی‌هاک (۱۹۸۵)
- مرخصی فریس بولر (۱۹۸۶)
- او یک بچه دارد (۱۹۸۸)
- کسب‌وکار خانوادگی (فیلم) (۱۹۸۹)
- افتخار (۱۹۸۹)
- تازه‌کار (۱۹۹۰)
- سپس او مرا یافت (۲۰۰۷)
- گودزیلا (۱۹۹۸)
- انتخابات (۱۹۹۹)
- کارآگاه گجت (۱۹۹۹)
- همسران استپفورد (۲۰۰۴)
- تهیه‌کنندگان (۲۰۰۵)
- شب سال نو (۲۰۱۱)
- مارگارت (۲۰۱۱)
- فیلم زنبور (۲۰۰۷)
- پسر کابلی (۱۹۹۶)
- یکه و تنها (۱۹۹۲)
- سرقت از برج (۲۰۱۱)
- خانم پارکر و محفل شرور (۱۹۹۴)
- معتاد عشق (۱۹۹۷)
- افسانه دسپرو (۲۰۰۸)
- کسب و کار خانوادگی ()
- می‌توانی روی من حساب کنی ()
- فاجعه (۲۰۱۵)
- شیرشاه ۲: پادشاهی سیمبا (۱۹۹۸)
- او یک بچه دارد (۱۹۸۸)
- مری و بروس (۲۰۰۴)
- غریبه‌ها با آبنبات (۲۰۰۵)
- بی‌نهایت (۱۹۹۶) (کارگردان)

- می‌توانی روی من حساب کنی (۲۰۰۰)
- قوانین صدق نمی‌کنند (۲۰۱۶)
- پارک شگفت‌انگیز (۲۰۱۹)
- شیرشاه (۱۹۹۴)
- آخر هفته کثیف (۲۰۱۵)
- آخرین شلیک (۲۰۰۴)
- عرشه سالن‌ها (۲۰۰۶)
- منچستر بای د سی (۲۰۱۶)
- شیرشاه یک و نیم (۲۰۰۴)
- جاده‌ای به ولویل (۱۹۹۴)
- پروژه (۱۹۸۷)
- سوزان تنبل (۲۰۲۰)